# 1919-es norvég labdarúgókupa
A 1919-es norvég labdarúgókupa a Norvég labdarúgókupa 18. szezonja volt. A címvédő a Kvik (Fredrikshald) csapata volt. A kupában minden olyan csapat részt vehetett, amely tagja a Norvég labdarúgó-szövetségnek. A szezonban 53 csapat vett részt. A tornát az Odd nyerte meg, a kupa történetében hetedjére.

## Első kör
| 1. csapat           | Eredmény   | 2. csapat             |
| ------------------- | ---------- | --------------------- |
| 1919. szeptember 7. |            |                       |
| Brage               | 2–1        | Hamar                 |
| Brann               | 2–1        | Trygg                 |
| Brodd               | 1–3 (h.u.) | Lyn                   |
| Braatt              | 6–4        | Kristiansund          |
| Donn                | 3–1        | Viking                |
| Drammen             | 3–2        | Larvik Turn           |
| Fram                | 2–1        | Sportsklubben av 1910 |
| Frigg               | 5–1        | Kristiania-Kameratene |
| Kjapp (Rjukan)      | 5–4        | Sandefjord            |
| Kongsvinger         | 2–6        | Kristiania BK         |
| Kvik (Fredrikshald) | 5–1        | Storm                 |
| Neset               | 0–3        | Freidig               |
| Ready               | 2–6        | Urædd                 |
| Sarpsborg           | 11–0       | Lillestrøm            |
| Skiold              | 4–2        | Lyn (Gjøvik)          |
| Skotfos             | 4–2        | Agnes                 |
| Norrøna             | 1–3 (h.u.) | Moss                  |
| Tønsberg Turn       | 2–0        | Mercantile            |
| Tønset              | 2–5        | Sverre                |
| Ørn                 | 7–0        | Pors                  |
| Aalesund            | 3–2 (h.u.) | Fremad                |

## Második kör
| 1. csapat           | Eredmény | 2. csapat      |
| ------------------- | -------- | -------------- |
| 1919. szeptember 7. |          |                |
| Donn                | 2–10     | Start          |
| Drammen             | 2–1      | Sarpsborg      |
| Fredrikstad         | 0–2      | Ørn            |
| Freidig             | 2–1      | Eidsvold       |
| Frem (Bergen)       | 0–5      | Stavanger      |
| Frigg               | 6–1      | Mjøndalen      |
| Kristiania BK       | 2–1      | Brann          |
| Kvik (Fredrikshald) | 1–0      | Tønsberg Turn  |
| Lyn                 | 10–1     | Skiold         |
| Moss                | 1–4      | Drafn          |
| Odd                 | 4–0      | Snøgg          |
| Urædd               | 0–1      | Kjapp (Rjukan) |
| Sverre              | 3–2      | Brage          |
| Vidar               | 6–0      | Hardy          |
| Aalesund            | 3–2      | Braatt         |

## Harmadik kör
| 1. csapat           | Eredmény | 2. csapat     |
| ------------------- | -------- | ------------- |
| 1919. szeptember 7. |          |               |
| Ørn                 | 0–1      | Odd           |
| Vidar               | 2–5      | Stavanger     |
| Kvik (Fredrikshald) | 6–0      | Start         |
| Frigg               | 2–0      | Drammen       |
| Kjapp               | 1–4      | Fram (Larvik) |
| Drafn               | 0–2      | Lyn           |
| Eidsvold            | 1–2      | Kristiania    |
| Sverre              | 3–0      | Aalesund      |

## Negyeddöntők
| 1. csapat            | Eredmény | 2. csapat           |
| -------------------- | -------- | ------------------- |
| 1919. szeptember 28. |          |                     |
| Odd                  | 1–0      | Stavanger           |
| Fram (Larvik)        | 2–1      | Kvik (Fredrikshald) |
| Lyn                  | 8–0      | Kristiania BK       |
| Frigg                | 3–0      | Sverre              |

## Elődöntők
| 1. csapat        | Eredmény | 2. csapat     |
| ---------------- | -------- | ------------- |
| 1919. október 5. |          |               |
| Odd              | 1–0      | Fram (Larvik) |
| Frigg            | 3–1      | Lyn           |

## Döntő
| 1919. október 12. |

| Odd           | 1–0 | Frigg |
| ------------- | --- | ----- |
| Gundersen 13' |     |       |

| Fram sportsplass, Larvik Nézőszám: 10 000 Játékvezető: Peder Christian Andersen (Kristiania BK) |

| Az Odd játékoskerete |  |                  |
|                      |  |                  |
| GK                   |  | Ingolf Pedersen  |
| DF                   |  | Thaulow Goberg   |
| DF                   |  | Peder Henriksen  |
| MF                   |  | H. Halvorsen     |
| MF                   |  | Per Haraldsen    |
| MF                   |  | Tidemann Nilsen  |
| FW                   |  | Nils Thorstensen |
| FW                   |  | Haakon Haakonsen |
| FW                   |  | Sverre Andersen  |
| FW                   |  | Einar Gundersen  |
| FW                   |  | Jonas Aas        |

| A Frigg játékoskerete |  |                  |
|                       |  |                  |
| GK                    |  | Asbjørn Aamodt   |
| DF                    |  | Rolf Thorstvedt  |
| DF                    |  | Yngvar Tørnros   |
| MF                    |  | Jens Olsen       |
| MF                    |  | Ellef Mohn       |
| MF                    |  | Gellon Nielsen   |
| FW                    |  | Trygve Smith     |
| FW                    |  | David Andersen   |
| FW                    |  | Per Bekkedahl    |
| FW                    |  | Bjarne Olsen     |
| FW                    |  | Frithjof Resberg |